# Air Hamburg
Air Hamburg Private Jets (Eigenschreibweise AIR HAMBURG) war eine deutsche Charterfluggesellschaft mit Sitz in Hamburg und einem Open-Base-Model. Sie war nach Eigenaussage der „größte Anbieter für Charter Business Aviation in Europa“. Seit dem 1. November 2023 operiert sie unter dem neuen Namen VistaJet GmbH.

## Geschichte

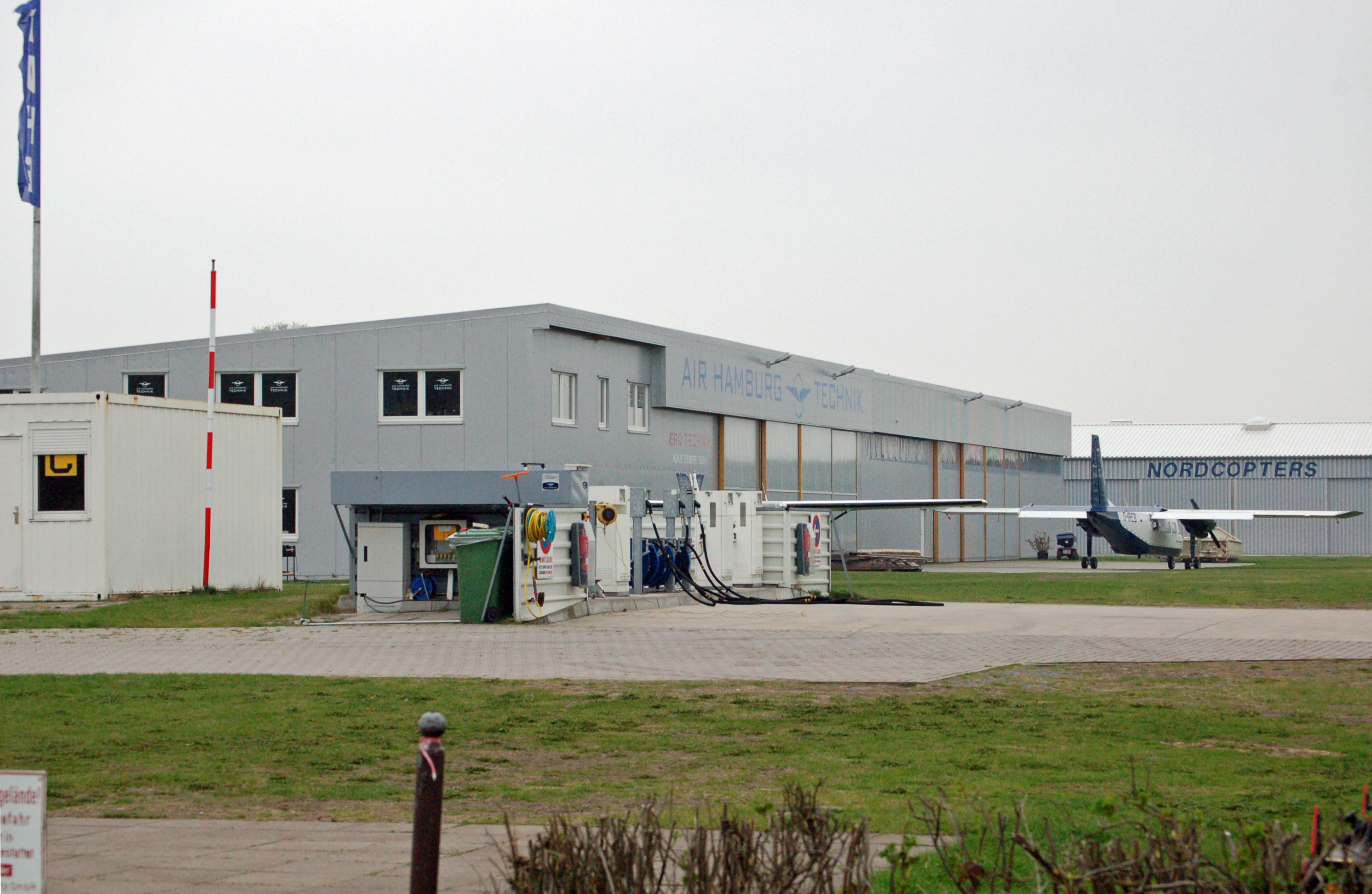
Hangar der Flugschule Hamburg in Uetersen.

Im Jahr 2001 gründeten die beiden Unternehmer Floris Helmers und Alexander Lipsky die Flugschule Hamburg, die sich zur Verkehrsfliegerschule entwickelt hat. Im Jahr 2005 wurde unter der Marke Air Hamburg mit ein- und zweimotorigen Flugzeugen zunächst um Rund- und Inselflüge im Liniendienst erweitert. Der Inselflugplan wurde stetig erweitert, unter anderem neben Sylt Ziele wie Helgoland, Juist und Norderney. Aufgrund von immer häufigeren Charteranfragen wurde im Jahr 2006 die Marke Air Hamburg Private Jets gegründet.
Im Februar 2022 wurde Air Hamburg von Vista Global Holding, der Muttergesellschaft von VistaJet und XOJET, übernommen. Neben der Air Hamburg wurden ebenfalls die Air Hamburg Technik mit Sitz am Baden Airpark und das Executive Handling mit Sitz am Hamburger Geschäftsfliegerzentrum (GAT) übernommen. Die Flugschule Hamburg und das Café Himmelschreiber verbleiben im Eigentum der beiden Gründer Helmers und Lipsky.

## Dienstleistungen
Air Hamburg besteht aus 3 Geschäftseinheiten:
Air Hamburg Private Jets
Seit April 2006 ist Air Hamburg Komplettanbieter im Bereich Luftfahrt mit Sitz in Hamburg. Die großständige Unternehmensgruppe beschäftigt über 700 Mitarbeiter. Air Hamburg Private Jets ist der Hauptgeschäftsbereich von Air Hamburg und die größte europäische Charterfluggesellschaft für Business-Jets.
Executive Handling
Standort des Executive Handling ist das Geschäftsfliegerzentrum (GAT) des Hamburg Airport.
Air Hamburg Technik
Die Air Hamburg Technik wurde in 2016 gegründet und ist qualifiziert für die Wartung der folgenden Flugzeugmuster:
- Embraer Lineage 1000E
- Embraer Legacy600/650/650E
- Embraer Praetor 600
- Embraer Legacy 450/500
- Cessna Citation XLS+
- Embraer Phenom 300

Der Hangar liegt am Baden Airpark, Rheinmünster und wurde 2022 neu errichtet.
Seit dem 25. August 2023 ist die Air Hamburg Technik zu Vista Aircraft Maintenance Baden-Baden umfirmiert.

## Flotte

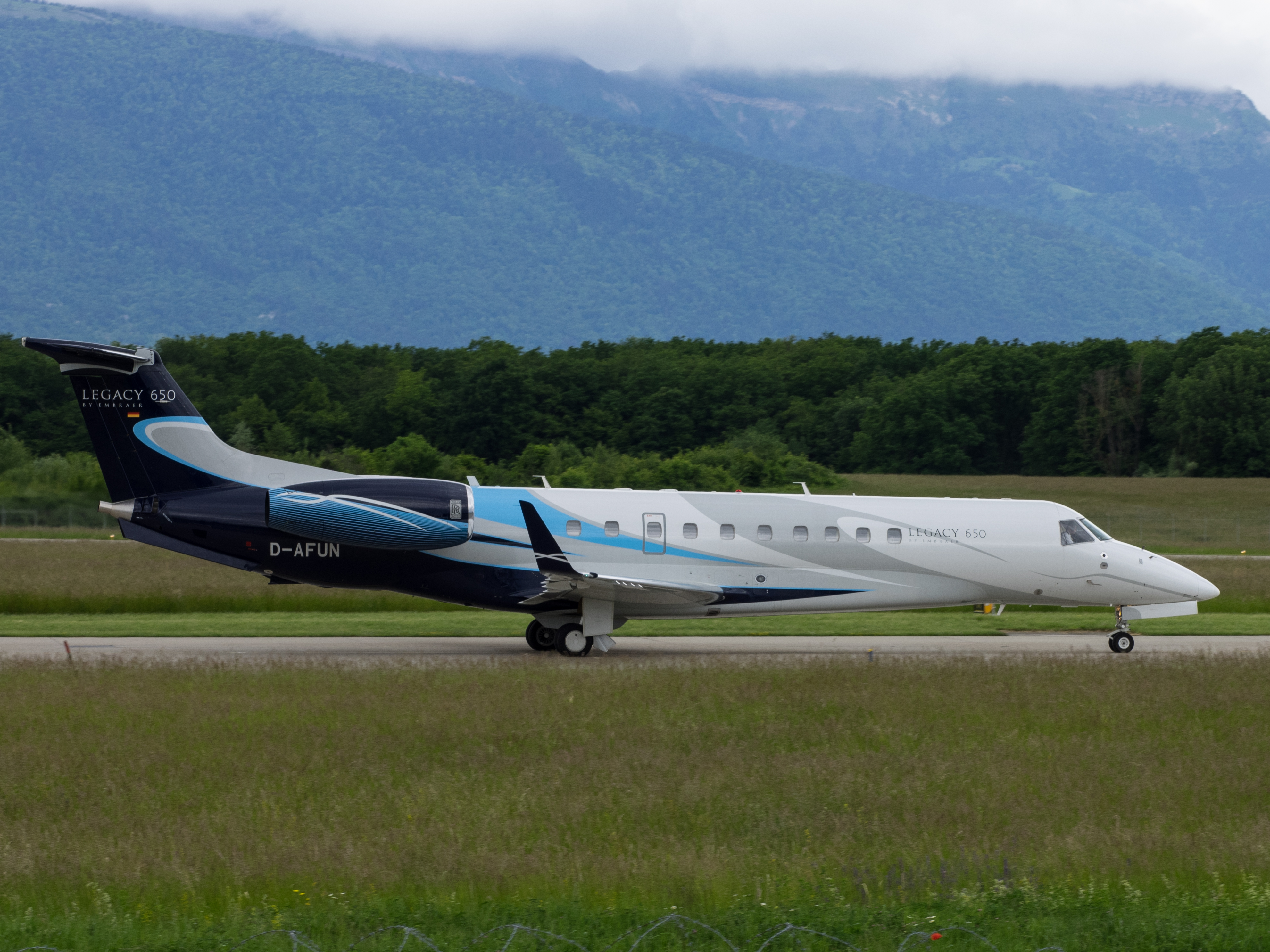
Embraer Legacy 650 der Air Hamburg

Die Flotte der VistaJet GmbH besteht (Stand November 2023) aus 43 Flugzeugen:
- 2 × Embraer Lineage 1000E
- 4 × Dassault Falcon 7X
- 20 × Embraer Legacy 600/650/650E
- 2 × Embraer Praetor 600
- 1 × Embraer Legacy 500
- 8 × Cessna Citation XLS+/XLS Gen2
- 4 × Embraer Phenom 300/300E